# 语义记忆
語意記憶（Semantic memory），又稱語義記憶、字義記憶，是一種記憶的型態。它是一種對於一般知識的事實與概念的了解，透過語言、文字、數字、演算法等抽象性的了解來形成記憶。語意記憶通常是經由情節記憶發展而來，是一種客觀性的知識，與個人經驗無關。
外顯記憶（或陳述性記憶 ）是對事實或事件的記憶，可以被清晰地儲存及提取，外顯記憶有两种类型，而語意記憶是其中之一。在我们一生中所累积的世界的一般性知识即為語意記憶。这种常识性知識（common knowledge） （事实、观念、意义和概念）會依赖于文化，並与经验交织在一起。语义记忆与情节记忆有所區別，情节记忆會記錄生活中所发生的经历和特定事件，我们可以由此重建任何给定的点。例如，语义记忆可能包含與猫有關的資訊，而情节记忆則可能包含抚摸某隻猫的具體记忆。通过过去所学的知识，我们可以學得新的概念。陳述性或外顯記憶对应的是非陳述性記憶或内隐记忆 。

## 模型
語義記憶的本質不同於情节记忆，它的內容不像情節記憶那樣與任何特定的經歷聯繫在一起。相反地，在语义记忆中所儲存的是经验的「主旨」，這是一种适用于各种經驗對象的抽象结构，描述对象之间的分类和功能关系。因此，完整的语义记忆理论不仅必须说明此类「主旨」的表徵结构，还必须说明如何从经验中提取它们。目前已经提出了多種语义记忆模型，总结如下。 

### 網路模型
在许多语义记忆理论中，各種網路都扮演著不可或缺的角色。一般而言，網路是由一組節點所組成，節點之間以鏈路聯結。节点可以表示概念、單詞、知覺特征，或者根本不代表什麼。這些鏈路可能是有權重的，使得某些鏈路比其他鏈路更强，或者等效地說，鏈路有著不同的长度，使得穿過某些鏈路比其他鏈路更耗時。这些網路的特征都已被用于语义记忆模型中，其示例如下。 

#### 可教學的语言理解者（TLC）
第一个语义记忆網路模型的示例是「可教學的语言理解者」（TLC）。在此模型中，每个节点都是單詞，代表著一个概念（如「鸟」）。每个节点都儲存著一组属性（例如「可以飞翔」或「具有翅膀」）以及指向其他节点（例如「鸡」）的指標（即鏈路）。节点會直接链結到其子類別或超類別的节点（換言之，「鸟」将同时连接到「鸡」和「动物」）。因此，TLC是一种分层知识表徵，其中高级节点代表大型类别，該節點會（通过子類別的节点，直接或间接地）连接到许多該类别的实例，而代表特定实例的节点处于较低级别，仅與其超類別连接。此外，属性會被储存在它们所适用的最高类别级别。例如，「黄色」将与「金丝雀」一起储存，「具有翅膀」将与「鸟」（向上一级）一起储存，「可以移动」将与「动物」（再上一级）一起储存。节点还可以储存对其上级节点的属性的否定（即「 無法飛翔」将与「 企鵝」一起储存）。这就提供了一种表徵经济性，因为属性仅储存在必不可少的类别级别上，也就是说，該属性會成为這個点上的关键特徵（请参阅下文）。 
TLC中的处理是某种形式的扩散激活。 換言之，当一个节点变为激活态时，該激活透過節點之間的鏈接傳播到其他節點。在這種情況下，回答「雞是鳥嗎？」這個問題的時間是 「雞」和「鳥」節點之間的激活必須擴散到多大程度的函數，即「雞」和「鳥」節點之間的鏈接數量。
原始版本的TLC並沒有對節點之間的鏈接進行加權。雖然這版本的TLC在許多任務中的表現與人類相當，但是沒有預測到，人們比起那些不太典型的例子，會更快地回答更典型類別的問題。科林斯和Quillian随后修改了TLC，納入了加权链接來解决這個问题。新版的TLC能够解释熟悉效果和典型性效果 。它的最大优点是它清楚地说明了促發 ：「如果相關資訊（即 「促發物」）在很短的時間內已經呈現過，那麼更有可能從記憶中提取資訊。」还有一些记忆现象是TLC无法解释的，像是当相关节点在網路中相隔很远的时候，为什么人们能够快速反应明显错误的问题（如「鸡是流星吗？」）。

#### 语义網路
TLC是一类更通用模型的实例，該模型称为语义網路。在语义網路中，节点代表著特定的概念、單詞或特征。也就是说，每个节点都是一个「符号」。语义網路一般不会像神經網路那样采用分布式的概念表徵。语义網路的定義性特徵是它的链接几乎总是定向的（也就是说，它们仅指向一个方向，即从基点到目标），且链接有著许多不同的类型，每一种类型都代表着任何两个节点之间的特定关系。语义網路中的处理過程通常采用扩散激活的形式（请参见上文）。 
语义網路在篇章分析和逻辑理解模型以及人工智慧的应用最为广泛 。在这些模型中，节点对应的是單詞或词根，而链接代表它们之间的句法关系。语义網路在知识表徵中计算實作之範例，请参见Cravo和Martins（1993）。

### 特徵模型
特徵模型認為，語義類別是由相對散亂的特徵集所組成。Smith、Shoben和Rips（1974）提出的語義特徵比較模型認為，記憶是由不同概念的特徵列表所組成。根據這種觀點，我們無法直接提取類別之間的關係，而是透過間接的方式計算出來。例如，主體可能透過比較代表主謂概念的特徵集來驗證一個句子。這種計算特徵比較模型的提出者包括Meyer（1970）、Rips（1975）、Smith等人（1974）。
早期對知覺和概念分類的研究工作假設類別具有關鍵特徵，而類別成員可以透過特徵組合的邏輯規則來確定。較近期的理論則認為，類別可能具有不明確或 "模糊 "的結構，並提出了概率模型或全局相似性模型來驗證類別成員的資格。

### 关联模型
关联為兩個資訊之間的關係，是心理學中的一個基本概念。對於記憶和認知模型而言，不同層次的心理表徵之間的关联至關重要。記憶裡的項目之間的关联集相當於網路中的節點之間的鏈路，每個節點對應於記憶中的唯一項目。事實上，神經網路和語義網路可以被描述為認知的关联模型。然而，关联通常被更清楚地表示為一個N×N矩陣，其中N是記憶中項目的數量。因此，矩陣的每個單元對應於行項和列項之間的關聯強度。
關聯學習一般被認為是個赫布過程；也就是說，每當記憶中有兩個項目被同時激活，這兩個項目之間的关联就會越來越強，如果越是激活其中一項，那麼另一項也激活的可能性就越大。關聯模型的具體操作方法見下文。

#### 搜索联想记忆（SAM）
搜索聯想記憶（SAM）模型是採用关联方法的標準記憶模型，雖然SAM最初是為了對情節記憶建模，但其機制也足以支援一些語義記憶的表徵，SAM模型包含短期儲存（STS）和長期儲存（LTS），STS是LTS中短暫激活的資訊子集。STS的容量有限，並且透過對可採樣的資訊量、採樣子集的激活時間作出限制，進而影響提取過程。LTS中的提取過程具有線索依賴性和概率性，亦即線索會啟動提取過程，並從記憶中隨機選擇資訊。抽樣概率取決於線索與被提取項之間的關聯性強弱，隨著抽樣資訊關聯性增強，最終會選出一個資訊。緩衝區的大小被定義為r，這並非一個固定的數字，當項目在緩衝區中排練時，其關聯強度隨緩衝區內總時間而線性增長。在SAM中，當任何兩個項目同時佔據一個工作記憶緩衝區時，其關聯強度就會遞增。因此，經常同時出現的項目之間的關聯強度更加強健。在SAM中，項目也與特定的語境相關聯，而這種關聯的強度由每個項目在特定語境中存在的時間長短決定。因此，SAM的記憶是由記憶中的項目與項目之間，以及項目與語境之間的關聯所組成。一組項目和語境的出現，更有可能喚起記憶中某些項目的子集。項目對其他項目的喚起程度(無論是由於共同語境，亦或者是同時發生)都是項目語義關聯性的指標。
在SAM的更新版本中，已經存在的語義關聯使用語義矩陣來解釋。在實驗過程中，語義關聯保持不變，顯示出語義關聯不受實驗的情節經驗影響之假設。SAM模型中有兩種方法衡量語義關聯性：「潜在语义分析」（Latent semantic analysis，LSA）和「詞語關聯空間」（Word association spaces，WAS）。LSA方法指出，單詞之間的相似性是透過單詞同時在局部語境中出現來反映。WAS則是透過分析自由關聯規範的數據庫來發展的。在WAS中，具有相似關聯結構的詞會被放置在相似的空間區域中。

#### ACT-R：生产系统模型
ACT（英語：Adaptive Control of Thought，思想的自适应控制），以及後來的ACT-R理論（Adaptive Control of Thought-Rational，思想的自适应控制-理性）使用「意元」（chunk）來表示陳述性記憶（語義記憶是該記憶的其中一種），「意元」是由一個標籤、一組與其他意元的明確關係（即 「這是一個__。」或「這個有一個__。」）、任意個意元特有的屬性所組成。那麼，鑑於每個節點都是一個具有獨特屬性的意元，而每個鏈路都是意元與另一個意元的關係，因此可以將意元映射為一個語義網路。在ACT中，意元的激活度會隨著該意元的創建時間增加而減少，並隨著該意元在記憶中的提取次數上升而增加。意元也可以從高斯雜訊以及它們與其他意元的相似性中獲得激活。例如，如果用「雞」作為提取線索，那麼「金絲雀」將憑藉其與該線索的相似性（即兩者都是鳥類等）來接收激活。當從記憶中提取物品時，ACT會查看記憶中最活躍的意元，如果高於閾值，該意元就會被提取出來，否則就發生了 「遺漏錯誤」（error of omission），即該項目會被遺忘。此外，還有一個提取潛伏期，它與被提取的意元對提取閾值的激活超出量成反比。這個潛伏期可被用來衡量ACT模型的響應時間，與人類的表現相比較。
雖然ACT是種一般性的認知模型，而不是記憶模型，但如上文所述，它提出了記憶結構的某些特徵。特別是，ACT將記憶建模為一組相關的符號意元，可以透過提取線索來觸接記憶。雖然ACT中使用的記憶模型在某些方面與語義網路相似，但所涉及的處理方式更類似於關聯模型。

## 延伸閱讀
1. ↑  Squire, Larry R. . Journal of Cognitive Neuroscience. 1992-07-01, 4 (3): 232–243  [2021-10-12]. ISSN 0898-929X. PMID 23964880. doi:10.1162/jocn.1992.4.3.232. （原始内容存档于2022-06-17） （英语）.
2. ↑  McRae, Ken; Jones, Michael. Reisberg, Daniel , 编. . New York, NY: Oxford University Press. 2013: 206–216. ISBN 9780195376746.
3. ↑  Tulving, Endel. . Annual Review of Psychology. 2002-02, 53 (1): 1–25  [2021-10-12]. ISSN 0066-4308. PMID 11752477. doi:10.1146/annurev.psych.53.100901.135114. （原始内容存档于2022-06-07） （英语）.
4. ↑  Saumier, Daniel; Chertkow, Howard. . Current Neurology and Neuroscience Reports. 2002-12, 2 (6): 516–522. ISSN 1528-4042. doi:10.1007/s11910-002-0039-9 （英语）.
5. ↑  Tulving, Endel; Schacter, Daniel L. . Science. 1990-01-19, 247 (4940): 301–306  [2021-10-12]. Bibcode:1990Sci...247..301T. ISSN 0036-8075. PMID 2296719. doi:10.1126/science.2296719. （原始内容存档于2021-12-10） （英语）.
6. ↑  Kintsch, W. . Psychological Review. 1988, 95 (2): 163–182. PMID 3375398. doi:10.1037/0033-295x.95.2.163.
7. ↑  Collins, A. M.; Quillian, M. R. . Journal of Verbal Learning and Verbal Behavior. 1969, 8 (2): 240–247. doi:10.1016/s0022-5371(69)80069-1.
8. ↑  Collins, A. M. & Quillian, M. R. (1972). How to make a language user. In E. Tulving & W. Donaldson (Eds.), Organization of memory (pp. 309-351). New York: Academic Press.
9. ↑  Rips, L. J.; Shoben, E. J.; Smith, F. E. . Journal of Verbal Learning and Verbal Behavior. 1973, 14: 665–681. doi:10.1016/s0022-5371(73)80056-8.
10. ↑  Collins, A. M.; Loftus, E. F. . Psychological Review. 1975, 82 (6): 407–428. doi:10.1037/0033-295x.82.6.407.
11. ↑  Glass, A. L.; Holyoak, K. J.; Kiger, J. I. . Journal of Experimental Psychology: Human Learning & Memory. 1979, 5 (6): 598–606. doi:10.1037/0278-7393.5.6.598.
12. ↑  Arbib, M. A. (Ed.). (2002). Semantic networks. In The Handbook of Brain Theory and Neural Networks (2nd ed.), Cambridge, MA: MIT Press.
13. ↑  Barr, A. & Feigenbaum, E. A. (1982). The handbook of artificial intelligence. Lost Altos, CA: William Kaufman.
14. ↑  Cravo, M. R.; Martins, J. P. . Journal of Experimental & Theoretical Artificial Intelligence. 1993, 5 (2–3): 135–148. doi:10.1080/09528139308953764.
15. 1 2  Smith, E. E.; Shoben, E. J.; Rips, L. J. . Psychological Review. 1974, 81 (3): 214–241. doi:10.1037/h0036351.
16. ↑  Meyer, D. E. . Cognitive Psychology. 1970, 1 (3): 242–299. doi:10.1016/0010-0285(70)90017-4.
17. ↑  Rips, L. J. . Journal of Verbal Learning & Verbal Behavior. 1975, 14 (6): 665–681. doi:10.1016/s0022-5371(75)80055-7.
18. ↑  McCloskey, M. E.; Glucksberg, S. . Memory & Cognition. 1978, 6 (4): 462–472. doi:10.3758/bf03197480.
19. ↑  McCloskey, M.; Glucksberg, S. . Cognitive Psychology. 1979, 11 (1): 1–37. doi:10.1016/0010-0285(79)90002-1.
20. ↑  Raaijmakers, J. G. W.; Schiffrin, R. M. . Psychological Review 8 (2). 1981: 98–1341981.
21. ↑  Kimball, Daniel R.; Smith, Troy A.; Kahana, Michael J. . Psychological Review. 2007, 114 (4): 954–993. ISSN 1939-1471. PMC 2839460 . PMID 17907869. doi:10.1037/0033-295x.114.4.954 （英语）.
22. ↑  Raaijmakers, J.G.; Shiffrin R.M. . Psychology of Learning and Motivation 14. 1980: 207–262. ISBN 9780125433143. doi:10.1016/s0079-7421(08)60162-0. |journal=被忽略 (帮助)
23. ↑  Sirotin, Y.B.; Kahana, d. R. . Psychonomic Bulletin & Review. 2005, 12 (5): 787–805. PMID 16523998. doi:10.3758/bf03196773 .
24. ↑  Landauer, T.K; Dumais S.T. . Psychological Review. 1997, 104 (2): 211–240. CiteSeerX 10.1.1.184.4759 . doi:10.1037/0033-295x.104.2.211.
25. ↑  Steyvers, Mark; Shiffrin, Richard M.; Nelson, Douglas L.  (PDF). Healy, Alice F.  (编). . 2005: 237–249  [2020-04-19]. CiteSeerX 10.1.1.66.5334 . ISBN 978-1-59147-183-7. doi:10.1037/10895-018. （原始内容存档于2020-04-21）.
26. ↑  Anderson, J. R. (1983). The Architecture of Cognition. Cambridge, MA: Harvard University Press.
27. ↑  Anderson, J. R. (1993b). Rules of the mind. Hillsdale, NJ: Erlbaum.
28. ↑  Anderson, J. R.; Bothell, D.; Lebiere, C.; Matessa, M. . Journal of Memory and Language. 1998, 38 (4): 341–380. CiteSeerX 10.1.1.132.7920 . doi:10.1006/jmla.1997.2553.

- John Hart, Michael A. Kraut. 2007. Neural Basis of Semantic Memory. Publisher-Cambridge University Press. ISBN	 0521848709, 9780521848701
- Rosale McCarthy. 1995.Semantic Knowledge And Semantic Representations: A Special Issue Of Memory. Publisher	Psychology Press. ISBN 0863779360, 9780863779367
- Frank Krüger. 2000. Coding of temporal relations in semantic memory. Publisher-Waxmann Verlag. ISBN 3893259430, 9783893259434
- Sandra L. Zoccoli. 2007. Object Features and Object Recognition: Semantic Memory Abilities During the Normal Aging Process. Publisher-ProQuest. ISBN	0549321071, 9780549321071
- Wietske Vonk. 1979. Retrieval from semantic memory. Publisher	Springer-Verlag.
- Sarí Laatu. 2003. Semantic memory deficits in Alzheimer's disease, Parkinson's disease and multiple sclerosis: impairments in conscious understanding of concept meanings and visual object recognition. Publisher-Turun Yliopisto
- Laura Eileen Matzen. 2008. Semantic and Phonological Influences on Memory, False Memory, and Reminding. Publisher-ProQuest. ISBN 0549909958, 9780549909958
- William Damon, Richard M. Lerner, Nancy Eisenberg. 2006. Handbook of Child Psychology, Social, Emotional, and Personality Development. Publisher John Wiley & Sons. ISBN 0471272906, 9780471272908
- Rohani Omar, Julia C. Hailstone, Jason D. Warren. Semantic Memory for Music in Dementia. Music Perception: An Interdisciplinary Journal, Vol. 29, No. 5 (June 2012), pp. 467-477
- Ashley D. Vanstone, Ritu Sikka, Leila Tangness, Rosalind Sham, Angeles Garcia, Lola L. Cuddy. Episodic and Semantic Memory for Melodies in Alzheimer's Disease. Music Perception: An Interdisciplinary Journal, Vol. 29, No. 5 (June 2012), pp. 501-507
- Edward E. Smith. Neural Bases of Human Working Memory. Current Directions in Psychological Science, Vol. 9, No. 2 (Apr., 2000), pp. 45-49

## 外部連結
- 语义记忆 （页面存档备份，存于）
- http://www.newscientist.com/article.ns?id=dn10012&feedId=brain_rss20（页面存档备份，存于）
- http://diodor.eti.pg.gda.pl（页面存档备份，存于） An application of computational semantic memory model. Plays 20 questions game on animals domain
- S-Space Package（页面存档备份，存于）, an open source Java library that includes several semantic memory implementations,such as PEN and IS for generating Statistical semantics from a text corpus
- http://www.semantikoz.com/blog/2008/02/25/hyperspace-analogue-to-language-hal-introduction/%5B%5D Hyperspace Analogue to Language (HAL) variation of semantic memory explained in detail